# Serkan Kurtuluş
Serkan Kurtuluş (Bursa, 1º gennaio 1990) è un ex calciatore turco, di ruolo difensore.

## Carriera

### Club

#### Bursaspor
Cresce nelle giovanili del Bursaspor fino al 2006 quando fa il suo esordio da professionista, in occasione della sconfitta per 3-1 contro il Beşiktaş, e da titolare nel massimo campionato turco appena sedicenne. Nella sua prima stagione da professionista, oltre all'esordio, disputa anche un'altra partita nella vittoria per 2-1 contro il Beşiktaş.
La stagione successiva scende in campo in 9 occasioni, e le sue prestazioni gli permettono di essere notato dai migliori club turchi.

#### Galatasaray
Il 1º settembre 2008 viene acquistato dal Galatasaray. Fa il suo esordio il 18 settembre successivo in occasione della partita di Coppa UEFA contro il Bellinzona, parte da titolare e al minuto 39 realizza l'assist decisivo per il gol di Harry Kewell che firma il momentaneo 1-1, la partita finirà 4-3 per il club turco. L'esordio in campionato con la nuova maglia arriva il 6 marzo 2009 durante la vittoria casalinga per 2-1 ai danni del suo vecchio club, il Bursaspor. Nella sua prima stagione con la nuova maglia totalizza 11 presenze.
Nella seconda stagione viene chiamato in causa in pochissime occasioni, concludendo la stagione con solo due presenze totalizzate. La prima, il 27 agosto 2009, in occasione del 4º turno di Europa League contro il club estone del Levadia, la partita viene pareggiata 1-1. Mentre la seconda è in occasione della partita di Coppa di Turchia contro l'Ankaragücü pareggiata per 0-0.
La stagione successiva comincia ad essere utilizzato più spesso a confronto delle passate stagioni. Infatti totalizza 19 presenze all'attivo venendo adattato in tutte le posizioni della difesa per far riposare i compagni titolari. Nella stagione 2011-2012, ultima stagione con i leoni di Istanbul non viene mai impiegato in nessuna competizione, ma alla fine della stagione vince, insieme al Galatasaray, il suo primo campionato in carriera. Prima di trasferirsi al Gençlerbirliği vince il suo secondo titolo in carriera grazie alla vittoria, in Supercoppa di Turchia, per 3-2 contro il Fenerbahçe.

#### Gençlerbirliği
Il 18 agosto 2012 si trasferisce, a titolo gratuito, al Gençlerbirliği. Esordisce con la nuova maglia il 31 agosto successivo in occasione della partita di campionato, pareggiata per 1-1, contro l'Orduspor. Non ha il posto da titolare fisso ma sicuramente trova maggiore spazio a confronto ai tempi di quando giocava con il Galatasaray. Infatti conclude la prima stagione con il nuovo club totalizzando 16 presenze.
L'esordio stagionale, nella seconda annata con il Gençlerbirliği, arriva il 21 settembre 2013 nella sconfitta di campionato per 1-0 contro il Konyaspor, dove gioca tutti i 90 minuti. In questa stagione comincia ad essere impiegato spesso come terzino destro titolare ma l'8 dicembre si ferma per un infortunio che lo tiene fermo fino alla fine del 2013. A fine stagione lascia il club dopo aver totalizzato appena 26 presenze per passare al Kayserispor.

#### Le varie parentesi
Fa il suo esordio il 13 settembre 2014 nel pareggio interno, per 0-0, contro il Gaziantep. Il 4 febbraio 2015, in occasione della partita di Coppa di Turchia contro l'Altınordu vinta 0-3, mette a segno il suo primo gol in carriera. Il 9 maggio 2015, con due turni d'anticipo, insieme alla squadra conquista la promozione nella prima serie del campionato turco.
Il 13 luglio 2015 passa a titolo gratuito al Karşıyaka. L'esordio arriva il 15 agosto successivo in occasione della sconfitta esterna, per 2-0, contro l'Adana Demirspor.
Dopo appena sei mesi, durante la finestra di mercato, viene ceduto al Göztepe. L'esordio con la maglia rossogialla arriva il 16 gennaio 2016 in occasione della trasferta pareggiata, per 1-1, contro l'Elazığspor. Conclude la stagione con un bottino di 14 presenze.
Il 31 gennaio 2017, dopo essere stato fermo per sei mesi, viene ingaggiato dall'Anadolu Selçukspor, militante nella TFF 2. Lig. L'esordio arriva il 5 febbraio successivo in occasione della trasferta persa, per 2-0, contro il Nazilli Belediyespor. Conclude la stagione con 13 presenze.
Il 12 luglio 2017 passa, a titolo gratuito, all'Elazığspor. L'esordio arriva il 14 agosto successivo in occasione della sconfitta, per 0-2, contro l'Altınordu dove rimedia anche un cartellino rosso. Il 24 settembre 2017 sigla la sua prima rete con la maglia dell'Elazigspor in occasione del terzo turno di Coppa nazionale vinto, per 2-4 ai tempi supplementari, contro il Sancaktepe. Conclude la stagione con 16 presenze e 1 rete.

## Statistiche

### Presenze e reti nei club
Statistiche aggiornate al 25 agosto 2018.
| Stagione              | Squadra               | Campionato            | Campionato | Campionato | Coppe nazionali | Coppe nazionali | Coppe nazionali | Coppe continentali | Coppe continentali | Coppe continentali | Altre coppe | Altre coppe | Altre coppe | Totale | Totale |
| Stagione              | Squadra               | Comp                  | Pres       | Reti       | Comp            | Pres            | Reti            | Comp               | Pres               | Reti               | Comp        | Pres        | Reti        | Pres   | Reti   |
| --------------------- | --------------------- | --------------------- | ---------- | ---------- | --------------- | --------------- | --------------- | ------------------ | ------------------ | ------------------ | ----------- | ----------- | ----------- | ------ | ------ |
| 2006-2007             | Bursaspor             | SL                    | 2          | 0          | CT              | 0               | 0               | -                  | -                  | -                  | -           | -           | -           | 2      | 0      |
| 2007-2008             | Bursaspor             | SL                    | 8          | 0          | CT              | 1               | 0               | -                  | -                  | -                  | -           | -           | -           | 9      | 0      |
| Totale Bursaspor      | Totale Bursaspor      | Totale Bursaspor      | 10         | 0          |                 | 1               | 0               |                    | -                  | -                  |             | -           | -           | 11     | 0      |
| 2008-2009             | Galatasaray           | SL                    | 8          | 0          | CT              | 0               | 0               | CU                 | 3                  | 0                  | ST          | 0           | 0           | 11     | 0      |
| 2009-2010             | Galatasaray           | SL                    | 0          | 0          | CT              | 1               | 0               | UEL                | 1                  | 0                  | -           | -           | -           | 2      | 0      |
| 2010-2011             | Galatasaray           | SL                    | 14         | 0          | CT              | 4               | 0               | UEL                | 1                  | 0                  | -           | -           | -           | 19     | 0      |
| 2011-2012             | Galatasaray           | SL                    | 0          | 0          | CT              | 0               | 0               | -                  | -                  | -                  | -           | -           | -           | 0      | 0      |
| Totale Galatasaray    | Totale Galatasaray    | Totale Galatasaray    | 22         | 0          |                 | 5               | 0               |                    | 5                  | 0                  |             | -           | -           | 32     | 0      |
| 2012-2013             | Gençlerbirliği        | SL                    | 14         | 0          | CT              | 2               | 0               | -                  | -                  | -                  | -           | -           | -           | 16     | 0      |
| 2013-2014             | Gençlerbirliği        | SL                    | 9          | 0          | CT              | 1               | 0               | -                  | -                  | -                  | -           | -           | -           | 10     | 0      |
| Totale Gençlerbirliği | Totale Gençlerbirliği | Totale Gençlerbirliği | 23         | 0          |                 | 3               | 0               |                    | -                  | -                  |             | -           | -           | 26     | 0      |
| 2014-2015             | Kayserispor           | 1L                    | 11         | 0          | CT              | 11              | 1               | -                  | -                  | -                  | -           | -           | -           | 22     | 1      |
| 2015-gen. 2016        | Karşıyaka             | 1L                    | 15         | 0          | CT              | 3               | 0               | -                  | -                  | -                  | -           | -           | -           | 18     | 0      |
| gen.-giu. 2016        | Göztepe               | 1L                    | 14         | 0          | CT              | 0               | 0               | -                  | -                  | -                  | -           | -           | -           | 14     | 0      |
| gen.-giu 2017         | Anadolu Selçukspor    | 2L                    | 13         | 0          | CT              | 0               | 0               | -                  | -                  | -                  | -           | -           | -           | 13     | 0      |
| 2017-2018             | Elazığspor            | 1L                    | 14         | 0          | CT              | 2               | 1               | -                  | -                  | -                  | -           | -           | -           | 16     | 1      |
| 2018-2019             | Elazığspor            | 1L                    | 1          | 0          | CT              | 0               | 0               | -                  | -                  | -                  | -           | -           | -           | 1      | 0      |
| Totale Elazığspor     | Totale Elazığspor     | Totale Elazığspor     | 15         | 0          |                 | 2               | 1               |                    | -                  | -                  |             | -           | -           | 17     | 1      |
| Totale carriera       | Totale carriera       | Totale carriera       | 123        | 0          |                 | 25              | 2               |                    | 5                  | 0                  |             | -           | -           | 153    | 2      |

## Palmarès

### Club
- Campionato turco: 1

Galatasaray: 2011-2012
- Supercoppa di Turchia: 1

Galatasaray: 2012
- TFF 1. Lig: 1

Kayserispor: 2014-2015